# Lichtenstein/Sa.
Lichtenstein è una cittadina di 10 946 abitanti della Sassonia, in Germania.
Appartiene al circondario (Landkreis) di Zwickau (targa Z) ed è sede della comunità amministrativa (Verwaltungsgemeinschaft) di Rund um den Auersberg.

## Amministrazione

### Gemellaggi
- Enger, dal 1990